# Pinito di Cnosso
San Pinito di Cnosso (... – II secolo) è stato un vescovo e santo greco antico, vescovo di Cnosso alla fine del II secolo.
Considerato santo dalla Chiesa cattolica, è ricordato il 10 ottobre.

## Agiografia
Non si sa molto sulla sua vita, ma ci è giunta una testimonianza di Eusebio di Cesarea, che lo descrive come uno degli scrittori ecclesiastici più importanti  del suo tempo.
Pinito era in contatto costante con Dionigi di Corinto, e sembra che ci sia stato disaccordo tra i due. Dionigi sembra aver scritto a Pinito chiedendogli di non imporre un giogo troppo rigido di castità sui suoi fedeli, ma Pinito rimase impassibile da questo consiglio.

## Culto
San Pinito di Cnosso dalla Chiesa cattolica, è ricordato il 10 ottobre. Nel Martirologio Romano: «Commemorazione di san Pinìto, vescovo di Cnosso nell'isola di Creta, che fiorì sotto gli imperatori Marco Antonino Vero e Lucio Aurelio Commodo e con i suoi scritti provvide sommamente alla fede e alla crescita spirituale del gregge a lui affidato».